# Tuolumne County
Toulumne County är ett county i delstaten Kalifornien, USA. Vid folkräkningen år 2010 bodde 55 365 personer i countyt. Den administrativa huvudorten (county seat) är Sonora.
Den norra delen av Yosemite nationalpark ligger i den östra delen av Tuolumne County.

## Geografi
Enligt United States Census Bureau har countyt en total area på 5 890 km². 5 788 km² av den arean är land och 101 km² är vatten.

### Angränsande countyn
- Alpine County, Kalifornien - nord
- Calaveras County, Kalifornien - nordväst
- Stanislaus County, Kalifornien - sydväst
- Mariposa County, Kalifornien - syd
- Madera County, Kalifornien - sydost
- Mono County, Kalifornien - öst
- Merced County, Kalifornien - sydväst